# M.O.R.
«M.O.R.» (Middle Of the Road) —en español: «Mitad de la carretera»— es una canción de la banda inglesa de rock Blur de su álbum homónimo. Publicada el 15 de septiembre de 1997, alcanzó el número 15 en el UK Singles Chart en su lanzamiento como sencillo en 1997. A nivel mundial, alcanzó el número 45 en Nueva Zelanda y también en Australia, Canadá y Estados Unidos.

## Composición y letras
La progresión de acordes de la canción fue tomada de "Boys Keep Swinging" y "Fantastic Voyage" de David Bowie. En el álbum Lodger Bowie y su colaborador Brian Eno llevaron a cabo un experimento musical en el que se escribieron múltiples canciones con la misma progresión de acordes, de las cuales "Boys Keep Swinging" y "Fantastic Voyage" fueron las dos que salieron a la superficie. "M.O.R." es tanto una continuación como un tributo a ese experimento, ya que su coro también eleva la melodía y las voces de llamada y respuesta de "Boys Keep Swinging" (Bowie y Eno recibieron crédito por "M.O.R." después de una intervención legal).
"M.O.R." en sí mismo significa "Middle Of the Road", que aparece en la letra.

## Video musical
El video musical de la canción fue dirigido por John Hardwick y se considera uno de los videos más caros que la banda haya hecho.[cita requerida] Fue filmada en Sídney, Australia, y sigue las desventuras de los miembros de la banda (o más bien, los especialistas en pasamontañas pretendiendo ser ellos) mientras intentan escapar de la policía. Se pretendía que los especialistas usaran máscaras de los miembros de la banda para que pareciera que la banda estaba realizando sus propias acrobacias, pero las máscaras creadas para el video eran representaciones tan pobres que se tomó la decisión de usar pasamontañas en su lugar. El video también presenta cameos del coreógrafo de acrobacias Grant Page como piloto de helicóptero y del actor Noah Taylor como pasajero de un camión. Se incluye en el DVD/VHS Blur: The Best of lanzado el 30 de octubre de 2000. Los "actores" en el video son todos anagramas de los miembros de la banda que tocan. Son los siguientes:
- Dan Abnormal - Damon Albarn
- Trevor Dewane - Dave Rowntree
- Morgan C. Hoax - Graham Coxon
- Lee Jaxsam - Alex James

"Dan Abnormal" era un alias que también usó Albarn mientras tocaba los teclados en el primer álbum de Elastica, así como el título de una canción en The Great Escape.

## Lista de canciones
Todas las letras fueron escritas por Albarn. Toda la música fue compuesta por Albarn, Coxon, James y Rowntree.
CD single (Reino Unido, Europa)
1. "M.O.R." (road version)
2. "Swallows in the Heatwave"
3. "Movin' On" (William Orbit remix)
4. "Beetlebum" (Moby's minimal house remix)

Casete, 7'' (Reino Unido)
1. "M.O.R." (road version)
2. "Swallows in the Heatwave"

CD single (Alemania)
1. "M.O.R." (live at Peel Acres) – 2:59
2. "Beetlebum" (Viva Niteclub live acoustic) – 4:32
3. "On Your Own" (Viva Niteclub live acoustic) – 4:10
4. "Country Sad Ballad Man" (Viva Niteclub live acoustic) – 4:34
5. "This is a Low" (Viva Niteclub live acoustic) – 3:29

CD single (Estados Unidos)
1. "M.O.R." (road version) – 3:12
2. "Popscene" (live at Peel Acres) – 2:58
3. "Song 2" (live at Peel Acres) – 1:53
4. "Bustin' + Dronin'" – 6:30

CD single (Australia)
1. "M.O.R." (road version)
2. "Dancehall"
3. "Country Sad Ballad Man" (live acoustic version)
4. "Popscene" (live at Peel Acres)
5. "On Your Own" (live acoustic version)

CD single (Japón)
1. "M.O.R." (road version)
2. "M.O.R." (karaoke version)
3. "I Love Her" (demo version)
4. "Death of a Party" (live at MC Vredenburg, Holland, 24 de abril de 1997)

## Personal y créditos
- "Bustin' + Dronin'" y "Swallows in the Heatwave" producidas por Blur
- "M.O.R." (road version) and "Dancehall" producidas por Stephen Street
- Damon Albarn – voz
- Graham Coxon – guitarra, voz
- Alex James – bajo
- Dave Rowntree – batería

## Listas
| Lista (1997)                           | Posición |
| -------------------------------------- | -------- |
| Australia (ARIA)                       | 68       |
| Nueva Zelanda (Recorded Music NZ)      | 45       |
| Escocia (Scottish Singles Sales Chart) | 15       |
| Reino Unido (UK Singles Chart)         | 15       |